# Redlands (Colorado)
Redlands is een plaats (census-designated place) in de Amerikaanse staat Colorado, en valt bestuurlijk gezien onder Mesa County.

## Demografie
Bij de volkstelling in 2000 werd het aantal inwoners vastgesteld op 8043.

## Geografie
Volgens het United States Census Bureau beslaat de plaats een oppervlakte van
40,3 km², waarvan 38,6 km² land en 1,7 km² water.

## Plaatsen in de nabije omgeving
De onderstaande figuur toont nabijgelegen plaatsen in een straal van 32 km rond Redlands.